# Liste des équipes continentales en 2012
Cet article liste les équipes continentales en 2012.

## Liste des équipes

### Équipes africaines
| Code UCI | Nom de l'équipe                      | Pays           |
| -------- | ------------------------------------ | -------------- |
| BNT      | Bonitas                              | Afrique du Sud |
| MTN      | MTN Qhubeka                          | Afrique du Sud |
| GVA      | Geofco-Ville d'Alger                 | Algérie        |
| GSP      | Groupement Sportif Pétrolier Algérie | Algérie        |
| OTA      | Olympique Algérie                    | Algérie        |
| VCS      | Vélo Club Sovac Algérie              | Algérie        |
| MPC      | Marco Polo Donckers Koffie           | Éthiopie       |

### Équipes américaines
| Code UCI | Nom de l'équipe                               | Pays       |
| -------- | --------------------------------------------- | ---------- |
| SLS      | San Luis Somos Todos                          | Argentine  |
| DAT      | Clube DataRo-Foz do Iguaçu                    | Brésil     |
| FUN      | Funvic-Pindamonhangaba                        | Brésil     |
| RCT      | Real                                          | Brésil     |
| EKG      | Ekoi.com-Gaspésien                            | Canada     |
| COD      | Coldeportes-Comcel                            | Colombie   |
| EPM      | EPM-UNE                                       | Colombie   |
| GOB      | Gobernación de Antioquia-Indeportes Antioquia | Colombie   |
| MOT      | Movistar Continental                          | Colombie   |
| BPC      | Bissell                                       | États-Unis |
| BHD      | BMC-Hincapie Sportswear Development           | États-Unis |
| BLS      | Bontrager Livestrong                          | États-Unis |
| CDT      | Chipotle-First Solar Development              | États-Unis |
| RCC      | Competitive Racing                            | États-Unis |
| XRG      | Exergy                                        | États-Unis |
| KPC      | Kenda-5 Hour Energy                           | États-Unis |
| JSH      | Jamis-Sutter Home                             | États-Unis |
| JBC      | Jelly Belly                                   | États-Unis |
| OPT      | Optum-Kelly Benefit Strategies                | États-Unis |
| TMK      | SmartStop-Mountain Khakis                     | États-Unis |
| WPC      | Wonderful Pistachios                          | États-Unis |
| STF      | Start-Atacama Flowery Desert                  | Paraguay   |

### Équipes asiatiques
| Code UCI | Nom de l'équipe            | Pays           |
| -------- | -------------------------- | -------------- |
| CCN      | CCN                        | Brunei         |
| SLY      | China 361°                 | Chine          |
| JLC      | China Jilun                | Chine          |
| GTC      | Gan Su Sports Lottery      | Chine          |
| HEN      | Hengxiang                  | Chine          |
| HBR      | Holy Brother               | Chine          |
| MCT      | Malak                      | Chine          |
| MSS      | MAX Success Sports         | Chine          |
| TYD      | Qinghai Tianyoude          | Chine          |
| GGC      | Geumsan Ginseng Cello      | Corée du Sud   |
| KSP      | KSPO                       | Corée du Sud   |
| SCT      | Seoul                      | Corée du Sud   |
| AZC      | Azad University Cross      | Iran           |
| MES      | Mes Kerman                 | Iran           |
| TPT      | Tabriz Petrochemical       | Iran           |
| AIS      | Aisan Racing               | Japon          |
| BGT      | Bridgestone Anchor         | Japon          |
| CSZ      | Cannondale Spacezeropoint  | Japon          |
| MTR      | Matrix Powertag            | Japon          |
| PPO      | Nippo                      | Japon          |
| SMN      | Shimano Racing             | Japon          |
| UKO      | Ukyo                       | Japon          |
| BLZ      | Utsunomiya Blitzen         | Japon          |
| AS2      | Astana Continental         | Kazakhstan     |
| TSG      | Terengganu                 | Malaisie       |
| UST      | Uzbekistan Suren           | Ouzbékistan    |
| TSI      | OCBC Singapore Continental | Singapour      |
| ACT      | Action                     | Taipei chinois |
| RTS      | RTS Racing                 | Taipei chinois |
| TSM      | Senter-Merida              | Taipei chinois |

### Équipes européennes
| Code UCI | Nom de l'équipe                    | Pays        |
| -------- | ---------------------------------- | ----------- |
| TRS      | Eddy Merckx-Indeland               | Allemagne   |
| THF      | Heizomat                           | Allemagne   |
| LKT      | LKT Brandenburg                    | Allemagne   |
| NSP      | NSP-Ghost                          | Allemagne   |
| TSP      | Nutrixxion Abus                    | Allemagne   |
| TTR      | Raiko Stölting                     | Allemagne   |
| SCS      | Specialized Concept Store          | Allemagne   |
| TET      | Thüringer Energie                  | Allemagne   |
| KTM      | Arbö Gebrüder Weiss-Oberndorfer    | Autriche    |
| RAD      | RC Arbö Wels Gourmetfein           | Autriche    |
| TIR      | Tirol                              | Autriche    |
| VBG      | Vorarlberg                         | Autriche    |
| WSA      | WSA-Viperbike                      | Autriche    |
| SKT      | An Post-Sean Kelly                 | Belgique    |
| BKP      | BKCP-Powerplus                     | Belgique    |
| BSL      | Bofrost-Steria                     | Belgique    |
| CMD      | Colba-Superano Ham                 | Belgique    |
| FWB      | Idemasport-Biowanze                | Belgique    |
| SUN      | Sunweb-Revor                       | Belgique    |
| PCW      | T.Palm-Pôle Continental Wallon     | Belgique    |
| FID      | Telenet-Fidea                      | Belgique    |
| WBC      | Wallonie Bruxelles-Crédit agricole | Belgique    |
| LOB      | Loborika Favorit,                  | Croatie     |
| MKT      | Meridiana Kamen,                   | Croatie     |
| BWC      | Blue Water                         | Danemark    |
| CWO      | Christina Watches-Onfone           | Danemark    |
| VPC      | Concordia Forsikring-Himmerland    | Danemark    |
| DKK      | Designa Køkken-Knudsgaard          | Danemark    |
| GLU      | Glud & Marstrand-LRØ               | Danemark    |
| JJS      | J.Jensen-Sandstød Salg og Event    | Danemark    |
| TTF      | Tre-For                            | Danemark    |
| BUR      | Burgos BH-Castilla y León          | Espagne     |
| ORB      | Orbea Continental                  | Espagne     |
| AUB      | Auber 93                           | France      |
| LPM      | La Pomme Marseille                 | France      |
| RLM      | Roubaix Lille Métropole            | France      |
| VRU      | Véranda Rideau-Super U             | France      |
| TKT      | Gios-Deyser Leon Kastro            | Grèce       |
| SPT      | SP Tableware                       | Grèce       |
| IDE      | Idea                               | Italie      |
| MIE      | Miche-Guerciotti                   | Italie      |
| WIT      | WIT                                | Italie      |
| ALB      | Alpha Baltic-Unitymarathons.com    | Lettonie    |
| RBD      | Rietumu-Delfin                     | Lettonie    |
| CCD      | Differdange-Magic-SportFood.de     | Luxembourg  |
| LET      | Leopard-Trek Continental           | Luxembourg  |
| AUC      | Argon 18-Unaas                     | Norvège     |
| FRT      | Frøy-Trek                          | Norvège     |
| TJM      | Joker Merida                       | Norvège     |
| OCM      | OneCo-Mesterhus                    | Norvège     |
| OHR      | Øster Hus-Ridley                   | Norvège     |
| PBC      | Plussbank-BMC                      | Norvège     |
| KRA      | Ringeriks-Kraft Look               | Norvège     |
| RIJ      | De Rijke-Shanks                    | Pays-Bas    |
| CJP      | Jo Piels                           | Pays-Bas    |
| KOG      | Koga                               | Pays-Bas    |
| MET      | Metec Continental                  | Pays-Bas    |
| RB3      | Rabobank Continental               | Pays-Bas    |
| BDC      | BDC-Marcpol                        | Pologne     |
| CCC      | CCC Polsat Polkowice,              | Pologne     |
| WIB      | Wibatech-LMGK Ziemia Brzeska       | Pologne     |
| BGZ      | Bank BGŻ                           | Pologne     |
| PRT      | Carmim-Prio                        | Portugal    |
| EFG      | Efapel-Glassdrive                  | Portugal    |
| LAR      | LA Alumínios-Antarte               | Portugal    |
| BOA      | Onda                               | Portugal    |
| ASP      | AC Sparta Praha                    | Tchéquie    |
| ADP      | ASC Dukla Praha                    | Tchéquie    |
| WHI      | Whirlpool-Author                   | Tchéquie    |
| TCT      | Tusnad                             | Roumanie    |
| EDR      | Endura Racing                      | Royaume-Uni |
| IGS      | IG-Sigma Sport                     | Royaume-Uni |
| NGR      | Node 4-Giordana Racing             | Royaume-Uni |
| RAL      | Raleigh-GAC                        | Royaume-Uni |
| RCS      | Rapha Condor-Sharp                 | Royaume-Uni |
| UKY      | UK Youth                           | Royaume-Uni |
| TIK      | Itera-Katusha                      | Russie      |
| LOK      | Lokosphinx                         | Russie      |
| DUK      | Dukla Trenčín Trek                 | Slovaquie   |
| ADR      | Adria Mobil                        | Slovénie    |
| RAR      | Radenska                           | Slovénie    |
| SAK      | Sava                               | Slovénie    |
| TCC      | CykelCity.se                       | Suède       |
| ARH      | Atlas Personal-Jakroo              | Suisse      |
| KTS      | Konya Torku Şeker Spor             | Turquie     |
| SLC      | Salcano-Arnavutköy,                | Turquie     |
| AMO      | Amore & Vita                       | Ukraine     |
| ISD      | ISD-Lampre Continental             | Ukraine     |
| KLS      | Kolss                              | Ukraine     |

### Équipes océaniennes
| Code UCI | Nom de l'équipe         | Pays             |
| -------- | ----------------------- | ---------------- |
| DPC      | Drapac                  | Australie        |
| GEN      | Genesys Wealth Advisers | Australie        |
| BFL      | Budget Forklifts        | Australie        |
| JAI      | Jayco-AIS               | Australie        |
| SUB      | Subway                  | Nouvelle-Zélande |